# Закон Дюлонга — Пти
Закон Дюлонга — Пти (закон Дюлонга и Пти, закон постоянства теплоёмкости) — эмпирический закон, согласно которому молярная теплоёмкость простых твёрдых тел при комнатной температуре близка к 3R:
{\displaystyle C_{v}=3R,}
где {\displaystyle R} — универсальная газовая постоянная.
Закон выводится в предположении, что кристаллическая решётка тела состоит из атомов, каждый из которых совершает гармонические колебания в трёх направлениях, определяемыми структурой решётки, причём колебания по различным направлениям абсолютно независимы друг от друга. При этом получается, что каждый атом представляет три осциллятора с энергией {\displaystyle E}, определяемой следующей формулой:
{\displaystyle E=kT.}
Формула вытекает из теоремы о равнораспределении энергии по степеням свободы. Так как каждый осциллятор имеет одну степень свободы, то его средняя кинетическая энергия равна {\displaystyle K={kT \over 2}}, а так как колебания происходят гармонически, то средняя потенциальная энергия равна средней кинетической, а полная энергия — соответственно их сумме. Число осцилляторов в одном моле вещества составляет {\displaystyle 3N_{a}}, производная их суммарной энергии по абсолютной температуре равна теплоёмкости твёрдого тела; отсюда и вытекает закон Дюлонга — Пти.
Приведём таблицу экспериментальных значений молярной теплоёмкости ряда химических элементов для нормальных температур:
| Элемент | {\displaystyle C_{v}}, кал/(К·моль) | Элемент | {\displaystyle C_{v}}, кал/(К·моль) |
| ------- | ----------------------------------- | ------- | ----------------------------------- |
| C       | 1,44                                | Pt      | 6,11                                |
| B       | 2,44                                | Au      | 5,99                                |
| Al      | 5,51                                | Pb      | 5,94                                |
| Ca      | 5,60                                | U       | 6,47                                |
| Ag      | 6,11                                | -       | -                                   |

Данный закон выведен из классических представлений и с определённой точностью справедлив лишь для нормальных температур (примерно от 15 °C до 100 °C).
Зависимость теплоёмкости от температуры в широком диапазоне температур объясняется в моделях Эйнштейна и Дебая.
При этом модель Дебая содержит наиболее полное описание и хорошо согласуется с экспериментом.

## Замечание
Из закона Дюлонга — Пти следует, что все молярные теплоёмкости в таблице выше должны были бы быть равны
{\displaystyle 3R=5,957623818} кал/(моль∙К) {\displaystyle =24,9433794} Дж/(моль∙К).